# これは恋のはなし
『これは恋のはなし』（これはこいのはなし）は、チカによる日本の漫画作品。『ARIA』（講談社）にて2010年9月号（創刊号）から2014年7月号まで連載。単行本は全11巻。

## あらすじ
スランプに陥った31歳の小説家の家に10歳の少女・遥が出入りするようになる。遥がかもし出す独特の寂しそうな雰囲気に内海は創作意欲を掻き立てられる。
内海と接するうちに遥は今までにない感情を表し始める。21歳の年齢差を越え、2人の間に恋愛関係は成り立つか。

## 登場人物

### 主要人物
内海 真一（うつみ しんいち）
主人公の小説家。物語開始時点で31歳。6月生まれのかに座。容姿も整っており、デビュー当時は「文芸界のプリンス」などと騒がれた。スランプに陥り、気分転換を兼ねて亡き祖母が遺した田舎の家に引っ越し、そこで遥と知り合う。これまではハードボイルドものを書いてきたが、編集者に恋愛小説を書くよう提案される。近所に遥との関係を誤解されないか心配している。昔は何人もの女性との関係を取り沙汰されるようなこともあったが、物語開始時点では特定の恋人はいない。普段から無精髭を生やし、髪も整えず、身だしなみにも気を使っていない。
8歳の時に、親が一家心中を図り、1人だけ生き残った苦い過去を持つ。
森本 遥（もりもと はるか）
ヒロイン。仕事がスランプの時に真一が出会った少女。3月生まれのうお座。物語開始時点で10歳。捨て猫を自宅で飼うことができず、空き家だと思っていた真一の家に入り、彼の許可を得て、庭先を借りる。父親は仕事で海外におり、母親はノイローゼで入院、兄も4年前に亡くなっている。そのため、週に3回家政婦が家に来る以外は家では独りで過ごす。サトミのアドバイスで、自分が真一のことを好きだと気付く。家事がまるで出来ない真一に代わって掃除をしたり食事を作ったりするようになる。

### 真一の友人
大垣 薫（おおがき かおる）
真一の小学校時代からの友人。2月生まれのみずがめ座。『小説時代』という小説誌の編集者で、真一の担当。真一に、遥をイメージした恋愛小説を書くよう提案する。
里見 秀治（さとみ しゅうじ） / サトミ
真一や大垣とは小学生の時から同じ学校に通っていた同級生で幼馴染。11月生まれのさそり座。美人。ズボラで身の回りの整頓もろくに出来ない真一の世話を焼いてきた。普段はゲイバーで働いている。学生時代は坊主頭にしており、そのことを知っている真一や大垣にからかわれている。

### 遥のクラスメイト
杉田 真宏（すぎた まさひろ）
遥のクラスメイトの男の子。遥のことが好きで、真一を敵視する。根は正義感が強く実直な性格だが、遙のことになると感情的になりやすく暴走しがちで、彼女からも度々注意されている。誕生日は真一と同じ。
曽野原 詩子（そのはら うたこ）
遥が5年生に進級してから同じクラスになった女の子。9月生まれのおとめ座。杉田のことを気に入り、彼の想い人である遥をいじめていたが、後に和解。杉田に愛想を尽かし、好きな人を大垣に乗り換えるが、実際はずっと杉田に想いを寄せている。

### その他
サクラ
真一の家の庭先で遥が面倒を見ている猫。
佐藤 絵美子（さとう えみこ）
真一の5歳年上の従姉。家族を失った後、親戚から疎まれていた真一に、唯一優しくしてくれた女性。結婚相手のせいで苦労しており、何度も真一に金を無心している。
結（ゆい）
最終話に登場した少女。

## 書誌情報
- チカ 『これは恋のはなし』 講談社〈ARIAコミックス〉 全11巻[1]
  1. 2011年4月7日発売、ISBN 978-4-06-380507-9
  2. 2011年5月6日発売、ISBN 978-4-06-380510-9
  3. 2011年9月7日発売、ISBN 978-4-06-380532-1
  4. 2012年2月7日発売、ISBN 978-4-06-380557-4
  5. 2012年4月6日発売、ISBN 978-4-06-380568-0
  6. 2012年9月7日発売、ISBN 978-4-06-380590-1
  7. 2013年2月7日発売、ISBN 978-4-06-380614-4
  8. 2013年7月5日発売、ISBN 978-4-06-380637-3
  9. 2013年10月7日発売、ISBN 978-4-06-380651-9
  10. 2014年3月7日発売、ISBN 978-4-06-380679-3
  11. 2014年7月7日発売、ISBN 978-4-06-380706-6